# Cumella (Cumella) cumella
Cumella (Cumella) cumella is een zeekommasoort uit de familie van de Nannastacidae. De wetenschappelijke naam van de soort is voor het eerst geldig gepubliceerd in 2000 door Corbera.